# David Berkoff
Pour les articles homonymes, voir Berkoff.
[[Fichier:|vignette|]]
David Berkoff (né le 30 novembre 1966 à Abington (Pennsylvanie) est un nageur américain. Il est quadruple médaillé aux Jeux olympiques et a détenu le record du monde du 100 mètres dos.

## Carrière
Lors des Jeux olympiques d'été de 1988 disputés à Séoul, il a obtenu la médaille d'or lors du relais 4 x 100 m quatre nages, dont les Américains ont établi à le nouveau record du monde. En individuel, il décroche la médaille d'argent . En 1992, aux Jeux olympiques de Barcelone, il a reçu une médaille d'or pour avoir participé aux séries du relais 4 x 100 m quatre nages dont les États-Unis ont remporté la finale. De plus, il est médaillé de bronze lors du 100 mètres dos.
David Berkoff a été introduit au International Swimming Hall of Fame en 2005 en tant que "Honor Swimmer".

## Palmarès

### Jeux olympiques
- médaille d'or au relais 4 x 100 m quatre nages aux Jeux olympiques de Séoul en 1988
- médaille d'or au relais 4 x 100 m quatre nages aux Jeux olympiques de Barcelone en 1992
- médaille d'argent au 100 m dos aux Jeux olympiques de Séoul en 1988
- médaille de bronze au 100 m dos aux Jeux olympiques de Barcelone en 1992

### Jeux panaméricains
- médaille d'argent au 100 m dos à Indianapolis en 1987

## Famille
David Berkoff est le père de la nageuse Katharine Berkoff.